# Kelaginamane, Sagar
Kelaginamane là một làng thuộc tehsil Sagar, huyện Shimoga, bang Karnataka, Ấn Độ.